# 드래곤과의 춤
드래곤과의 춤(A Dance with Dragons)은 조지 R. R. 마틴의 판타지 소설 시리즈 얼음과 불의 노래의 5부다. 일부 지역에서는 '희망과 먼지'(Dream and Dust), '향연 이후'(After the Feast)이라는 2권으로 나뉘어 발간되기도 했다. 애초 얼불노가 3부작으로 구상됐을 때, '드래곤과의 춤'은 2부의 제목이었다. 하지만 이후 시리즈가 7부로 확장되면서 5부의 제목이 된 것이다.
2011년 3월 3일 출판 상표인 반탐 스펙트라(Bantam Spectra)에서 '드래곤과의 춤'이 7월 12일 발간될 것이라 발표했다. 마틴은 4월 27일 편집자에게 원고를 넘겼고, 일부 챕터를 자신의 홈페이지와 영국 아마존닷컴(Amazon.co.uk)에 올렸다. 7월 12일 미국에서도 발간됐다. 대한민국 번역본은 2013년 9월 나왔다.
'드래곤과의 춤'은 '까마귀의 향연'과 마찬가지로 발간과 동시에 뉴욕타임스 베스트셀러 리스트 1위에 올랐다. 또한 USA 투데이, 주간 퍼블리셔스 베스트셀러 1위에도 올랐다.